# نادي بورجيس
نادي بورجيس هو أحد أندية فرنسا يلعب في دوري الدرجة الرابعة الفرنسي في الجنوب الفرنسي 